# Peter Georg Niger
Peter Georg Niger (1434, Kadaň – 1481/1484?) byl pozdně středověký duchovní původem z Čech. Většinu života strávil v cizině, kde studoval a vyučoval na řadě univerzit. V Ingolstadtu získal titul doktora teologie a na sklonku života se stal rektorem královské akademie v Budíně.

## Život
Peter Georg Niger se narodil v Kadani, v rodině měšťana Schwartze. Pokřtěn byl v městském děkanském kostele. Základy vzdělání získal v městské latinské škole. Jako katolík se nemohl přihlásit na pražskou univerzitu, protože tu ovládali utrakvisté. Odešel proto do ciziny, kde studoval na univerzitě v Salamance nebo na francouzské Université de Montpellier, kde začal používat latinskou podobu svého příjmení – Niger.
V roce 1452 pobýval v Eichstättu, kde vstoupil do dominikánského řádu. Během studií filosofie a teologie v Lipsku v roce 1457 sepsal kazatelskou příručku De modo praedicandi. V roce 1459 se ve Freiburgu konala provinční kapitula dominikánů, na které úspěšně obhájil množství tezí, a proto mu kapitula umožnila dvouleté studium na Boloňské univerzitě. Po návratu z Itálie byl lektorem teologie německých dominikánských klášterů a roku 1465 zastával úřad regenta generálního studia a učitele filozofie v Kolíně nad Rýnem. Roku 1467 vyučoval teologii v Ulmu a o dva nebo tři roky později se stal převorem dominikánského kláštera v Eichstättu.
Titul doktora teologie získal teprve  31. května 1473 na univerzitě v Ingolstadtu. Následujícího roku vyučoval teologii v dominikánském klášteře v Řezně a v roce 1478 získal místo profesora Starého zákona v Ingolstadtu. Na pozvání krále Matyáše Korvína odešel do Budína, kde se stal rektorem královské akademie.
Peter Georg Niger ovládal hebrejštinu a často se stýkal s rabíny, a dokonce navštěvoval jejich kázání a přednášky. Často je vyzýval k disputacím. Zpočátku doufal v konverzi Židů ke křesťanství, ale později se omezil na prosté protižidovské výpady. Zemřel na neznámém místě v letech 1481–1484.

## Dílo
- De modo praedicandi, kazatelská příručka (1457)
- Clypeus Thomistarum adversus omnes doctrinae doctoris angelici obtrectatores, obhajoba tomismu (Benátky, 1481)[5]
- Tractatus contra Perfidos Judaeos, gramatika a úvod do hebrejštiny, spis zaměřený proti talmudu, (Esslingen, 1475)[4]
- Stern des Messias, gramatika a úvod do hebrejštiny, protižidovské zaměření (Esslingen, 1477)[4]